# Schwarzkolibri
Der Schwarzkolibri (Florisuga fusca) oder Trauerkolibri ist eine Vogelart aus der Familie der Kolibris (Trochilidae). Die Art hat ein großes Verbreitungsgebiet in Brasilien, Uruguay, Paraguay und Argentinien. Der Bestand wird von der IUCN als „nicht gefährdet“ (Least Concern) eingeschätzt.

## Merkmale

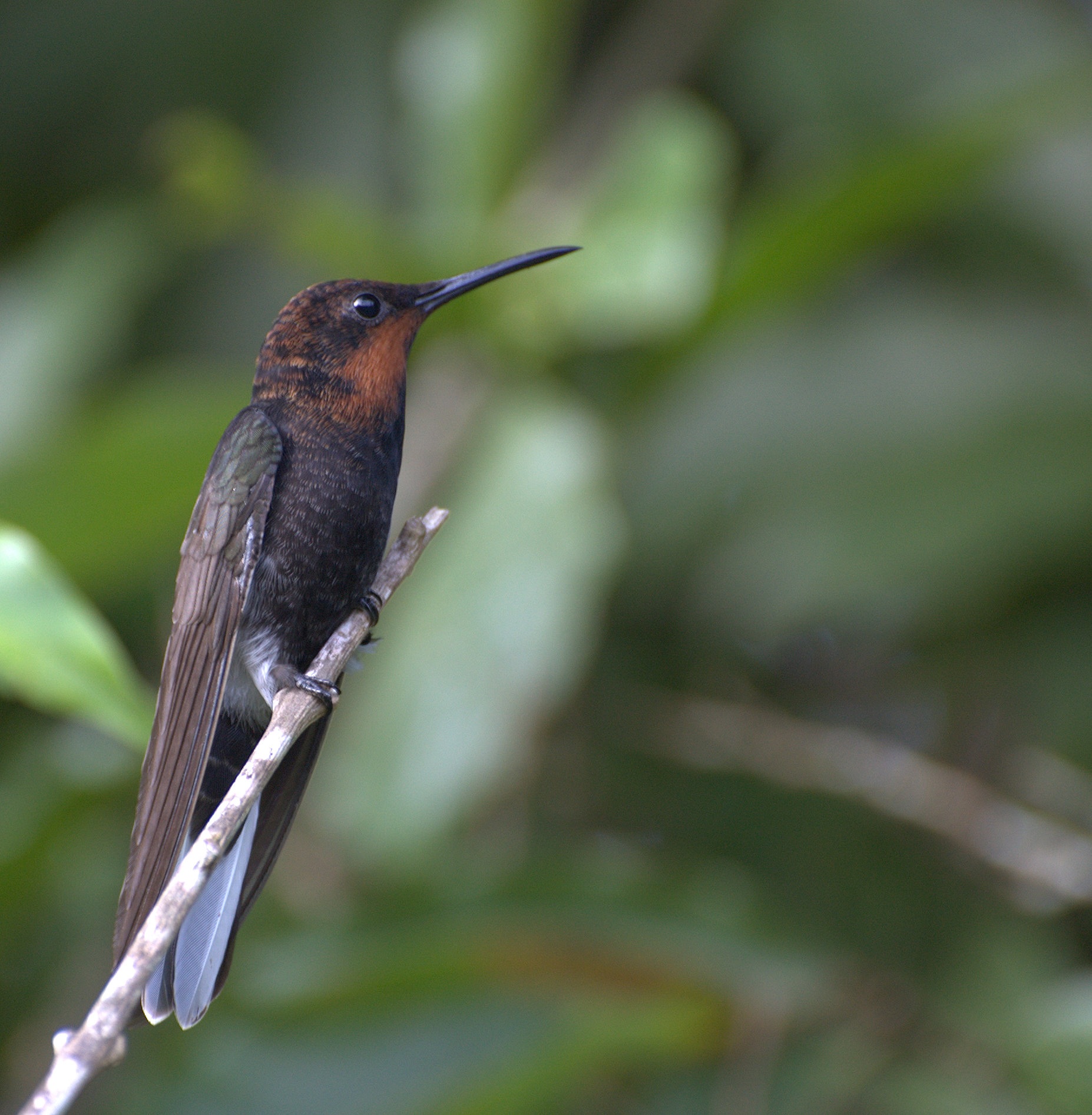
Immaturer Schwarzkolibri

Der männliche Schwarzkolibri erreicht eine Körperlänge von etwa 12,8 cm, wobei die Flügel 8,5 cm, der Schwanz 4,8 cm und der Schnabel 2,1 cm lang sind. Dabei wiegt er ca. 9 g. Der weibliche Schwarzkolibri erreicht eine Körperlänge von etwa 12,8 cm, wobei die Flügel 7,9 cm, der Schwanz 4,1 cm und der Schnabel 2,1 cm lang sind. Dabei wiegt er ca. 7 g. Der Großteil seines Körpers, der Schnabel und die Füße sind bei beiden Geschlechtern schwarz. Die Flügeldecken, der Hinterrücken und die mittleren Steuerfedern weisen eine grüne Färbung mit blauem Bronzeglanz auf. Die Flügel sind schwärzlich braun und die Flanken weiß. Die seitlichen Schwanzfedern sind weiß gesäumt. Jungvögel haben ebenfalls einen schwarzen Körper, Schnabel und Beine, doch sind die Kehlseiten rotbraun. Die Federn am Hinterkopf, Hinterrücken und die Oberschwanzdecken sind rotbraun gesäumt. Der Schwanz ist schwarz und nur die äußeren Federpaare mit weißen Bereichen. Die Flanken und die Bauchmitte sind weiß, die Bauchseitenfedern sowie die Unterschwanzdecken haben weiße Säume.

## Lebensweise
Zeitweise tritt der Schwarzkolibri sehr häufig auf. Von Januar bis April fliegt er bei der Nektarsuche oft den Asiatischen Kapokbaum an, während er von Mai bis Juli eher Blüten von Eukalypten anfliegt.

## Brutverhalten
Die Nester sind ca. 65 mm hoch. Der Außenradius beträgt ca. 62 mm, der Innenradius ca. 27 mm bei einer Nesttiefe von ca. 18 mm. Das Nest wird aus Flugsamen der Korbblütler und Spinnenfäden auf einem größeren Blatt gebaut.

## Lautäußerungen
Der Ruf klingt wie eine hellklingende Reihe Zischtöne, die sich wie zi-zi-zi... anhören. Ähnlich wie bei Fledermäusen kommen bei der Verständigung hochfrequente Laute zum Einsatz. Diese sind kurz, werden häufig wiederholt und bestehen fast immer aus drei Silben, sogenannten Tripletts, die schnell nacheinander produziert werden. Sie klingen wie Grillen oder Baumfrösche, oder sogar wie Sozialrufe von Fledermäusen.

## Verbreitung und Lebensraum

Verbreitungsgebiet des Schwarzkolibris

Das Verbreitungsgebiet erstreckt sich über die brasilianischen Bundesstaaten Pernambuco, Rio Grande do Norte, Paraíba, Alagoas, Sergipe, Bahia, São Paulo, Rio de Janeiro, Espírito Santo, Minas Gerais, Paraná, Santa Catarina und Rio Grande do Sul. Hier kommt er sowohl in Waldgebieten als auch in offenen Landschaften vor. Außerdem kann man ihn in Gärten sehen. Er kommt in Höhenlagen bis 1500 Meter vor.

## Etymologie und Forschungsgeschichte
Die Erstbeschreibung des Schwarzkolibris erfolgte 1817 durch Louis Pierre Vieillot unter dem Namen Trochilus fuscus. Das Typusexemplar stammte aus Brasilien. 1850 führte Charles Lucien Jules Laurent Bonaparte die Gattung Florisuga für den Weißnackenkolibri (Florisuga mellivora (Linnaeus, 1758)) ein, der auch später der Schwarzkolibri zugeordnet wurde. Lange wurde diese Art der monotypischen Gattung Melanotrochilus Deslongchamps, 1879 zugeordnet.
Der Gattungsname Florisuga leitet sich von den lateinischen Wörtern lateinisch flos, floris ‚Blume‘ und lateinisch sugere ‚saugen, nuckeln‘ ab. Das Artepitheton fuscus hat seinen Ursprung in lateinisch fuscus ‚braun, dunkelfarbig, schwarz‘.